# 趙京仕
趙京仕（？—？），號開吾，陕西汉中府城固县人。明末清初政治人物。

## 生平
萬曆四十年（1612年）壬子科陕西鄉試舉人，天啓二年（1622年）壬戌科進士。授山西平阳府襄陵县知县，调洪洞县，崇祯元年（1628年），擢工科给事中，疏参山西巡抚宋统殷陷城丧师，玩误军机。又疏紏衰极之臣礼部尚书李腾芳、庸极之臣右通政马鸣起，乞令自退以终其藏，帝责其疏词展转，非奏对体，姑不究。四年八月升四川右参议，后官通政司左参议，崇祯末升左通政。福王立南京，崇祯十七年（1644年）十二月，刑部尚书解学龙定从贼之罪，赵京仕列留北后定夺者。入清任太仆寺卿，顺治二年升工部右侍郎，四年六月转左侍郎，五年七月调户部左侍郎、总督仓场，六年十月恩诏加都察院右都御史，七年以年老令致仕。墓在城北二里邯郸村。